# Єнгорга
Єнгорга (рос. Енгорга) — улус Тункинського району, Бурятії Росії. Входить до складу Сільського поселення Хужири.
Населення — 21 особа (2015 рік).